# ジャン＝ベルナール・ムヌー
ジャン＝ベルナール・ムヌー（Jean-Bernard Menoud、1954年2月21日 ビュル - ）は、スイスの撮影監督、映画監督、テレビ演出家である。ジャン＝リュック・ゴダール監督の短篇『フレディ・ビュアシュへの手紙』の撮影監督として知られる。

## 来歴・人物
1954年2月21日、スイス・フリブール州ビュルに生まれる。ヴォー州ヴヴェにあるヴヴェ写真学校に入学。同校の先輩には、映画監督のフランシス・ロイセールとイヴ・イェルサンがいる。卒業後、2年間写真家として活動し、1977年、ジュネーヴのテレヴィジオン・スイス・ロマンド（TSR）に入局、撮影部カメラマン。1978年から演出部に移りる。
1979年、公私にわたるパートナーのアンヌ＝マリー・ミエヴィルの生まれたヴォー州ローザンヌに近く、自らの幼年期を過ごした同州ニヨンに近い同州ロールに移住してきたジャン＝リュック・ゴダールが、商業映画復帰作として撮影に入る『勝手に逃げろ/人生』に、フランスの撮影監督ウィリアム・リュプチャンスキー、スイスの若手撮影監督レナート・ベルタの助手として、初めて映画の現場に入ることになる。同作は、フランスの映画プロデューサーアラン・サルドのサラ・フィルムのほか、ムヌーの所属しているテレヴィジオン・スイス・ロマンドも共同出資した。
その後、ゴダールの長篇映画『パッション』（1980年）で、ヴェテラン撮影監督ラウール・クタールが撮影を仕切る傍らでビデオ記録を手がけ、1981年、ゴダール監督の短篇『フレディ・ビュアシュへの手紙』で、27歳、キャリア2年で撮影監督として早くも一本立ちした。しばらくゴダール組の常連となり、『カルメンという名の女』（1982年）ではラウール・クタールとともに併記され、『ゴダールのマリア』（1983年）では、ゴダール監督の『こんにちは、マリア』ではジャック・フィルマンと、ミエヴィル監督の『マリアの本』では、フィルマンに加えてカロリーヌ・シャンプチエと3人で撮影をつとめている。
本格的に長篇劇映画で一本立ちしたのは、1984年のミシェル・ステー監督の『Signé Renart（契約されたルナール）』である。そののちも、ミエヴィル監督の短篇や長篇『私の愛するテーマ』（1988年）を手がけ、フランスの同世代の監督ジェラール・フロ＝クータスの作品を多く手がけている。
1986年には、長篇映画『Jour et nuit』で映画監督としてもデビューしている。同作では、『ブルックリン最終出口』を書いた作家のヒューバート・セルビー・ジュニアと共同で脚本を書いている。所属するテレヴィジョン・スイス・ロマンドが他の映画製作会社と共同製作した作品である。
テレヴィジオン・スイス・ロマンドでは、ひきつづきルポルタージュ番組『Temps Présent』と『Viva』でたくさんの作品を演出する。代表的な作品は『Météo pour une fin de siècle』、『Nous étions amis à Vukovar』、『Butin russe dans coffre suisse』など。
1991年にアメリカのテレビドキュメンタリーの一篇『The Fred Astaire Songbook』の撮影に参加、主演のオードリー・ヘプバーンがヴォー州トロシュナという小村に住んでいたからである。ヘプバーンはその3年後に亡くなるので、最後の姿をカメラに収めたことになる。

## フィルモグラフィー
- 勝手に逃げろ/人生 Sauve qui peut (la vie)　1980年　撮影助手

監督・脚本ジャン＝リュック・ゴダール、共同脚本ジャン＝クロード・カリエール、アンヌ＝マリー・ミエヴィル、出演イザベル・ユペール
製作会社サラ・フィルム（パリ）、MK2（同）、ソニマージュ（グルノーブル）、ラジオ・テレヴィジオン・スイス・ロマンド（RTSR、ジュネーヴ）、フランス国立映画センター（CNC、パリ）、第2ドイツテレビ（ZDF、マインツ）、オーストリア放送（ORF、ウィーン）、スイス放送（SSR、ベルン）
- パッション Passion　1980年　ビデオ記録

監督・脚本ジャン＝リュック・ゴダール、撮影ラウール・クタール、録音フランソワ・ミュジー、出演イザベル・ユペール、ハンナ・シグラ、ミシェル・ピコリ、イェジー・ラジヴィオヴィッチ
製作会社JLGフィルム、フィルムA2（仏テレビ局Antenne 2））、ソニマージュ、サラ・フィルム、テレヴィジョン・スイス・ロマンドら
- フレディ・ビュアシュへの手紙 Lettre à Freddy Buache　1981年　撮影監督

監督・脚本・編集ジャン＝リュック・ゴダール、録音フランソワ・ミュジー
製作会社ソニマージュ、フィルム・エ・ヴィデオ・プロデュクシオン（ローザンヌ）
- カルメンという名の女 Prénom Carmen 1982年　撮影監督

監督ジャン＝リュック・ゴダール、脚本アンヌ＝マリー・ミエヴィル、製作アラン・サルド、共同撮影監督ラウール・クタール、録音フランソワ・ミュジー、出演マルーシュカ・デートメルス、ジャック・ボナフェ、ミリアム・ルーセル
製作会社JLGフィルム、フィルムA2、サラ・フィルム
- Signé Renart（契約されたルナール） 1984年　撮影監督

監督ミシェル・ステー、録音リュック・イェルサン、音楽・出演トム・ノヴァンブル、出演ファビエンヌ・バロー
製作CABプロデュクシオン、MK2プロデュクシオン、MSフィルム、テレヴィジオン・スイス・ロマンド
- マリアの本（ゴダールのマリア） Le Livre de Marie　短篇　1984年　撮影監督

監督・脚本アンヌ＝マリー・ミエヴィル、共同撮影監督カロリーヌ・シャンプチエ、ジャック・フィルマン、出演オーロール・クレマン
製作会社JLGフィルム、ペガーズ・フィルム
- こんにちは、マリア（ゴダールのマリア） Je vous salue, Marie 1985年　撮影監督

監督・脚本ジャン＝リュック・ゴダール、共同撮影監督ジャック・フィルマン、録音フランソワ・ミュジー、編集アンヌ＝マリー・ミエヴィル、出演ミリアム・ルーセル、ジュリエット・ビノシュ
英仏スイス合作、製作会社JLGフィルム、サラ・フィルム、ペガーズ・フィルム、ゴーモン（仏大手映画会社Gaumont）、テレヴィジョン・スイス・ロマンド、チャンネル4
- Faire la fête　短編　1986年　撮影監督

監督・脚本・編集アンヌ＝マリー・ミエヴィル
- Jour et nuit　1986年　監督

共同脚本ジュヌヴィエーヴ・ドルセール、ヒューバート・セルビー・ジュニア、録音フランソワ・ミュジー、出演シリル・アザン、アントワーヌ・バスレール
製作会社フラッシュ・フィルム（パリ）、テレヴィジョン・スイス・ロマンド、ストラーダ・フィルム
- L'Un contre l'autre　短篇　1987年　撮影監督

監督・脚本アラン・ミュニエ
- 私の愛するテーマ Mon cher sujet　1988年　撮影監督

監督・脚本・編集アンヌ＝マリー・ミエヴィル、出演ガエル・ル・ロワ、アニー・ロマン
製作会社JLGフィルム、CNC、ラ・サンク（仏テレビ局La Cinq）、レ・フィルム・デュ・ジュディ、テレヴィジョン・スイス＝ロマンド、ザナドゥ・フィルムら
- Rose ou l'ivraie en famille　1989年　撮影監督

監督ジェラール・フロ＝クータス
- Man No Run　1989年　撮影監督

監督クレール・ドニ、共同撮影監督パスカル・マルティ
製作会社カーサ・フィルム
- La Campagne de Cicéron　1990年　撮影監督

監督・脚本ジャック・ダヴィラ、共同脚本ジェラール・フロ＝クータス、ミシェル・エーレ、出演トニー・マーシャル、ミシェル・ゴーティエ
- Après après-demain　1990年　撮影監督

監督・脚本ジェラール・フロ＝クータス、共同脚本ジャック・ダヴィラ、出演アネモーヌ、シモン・ド・ラ・ブロス
- The Fred Astaire Songbook　テレビシリーズGreat Performancesの一篇　1991年　カメラオペーレータ

監督デヴィッド・ヒーリー、出演オードリー・ヘプバーン、アデル・アステア、ライザ・ミネリ
製作会社ターナー・エンタテインメント
- Peinture fraîche　短篇　1991年　撮影監督

監督・脚本ジェラール・フロ＝クータス、共同監督ジェン＝クロード・ギゲ、出演ニコラ・ブーショー
- Le Cri du lézard　1991年　撮影監督

監督・脚本・編集ベルトラン・テューベ、製作ルート・ヴァルトブルゲール　仏スイス合作
- Le Jour des rois　1991年　撮影監督

監督・脚本マリー＝クロード・トレユ、製作マルガレート・メネゴス、主演ダニエル・ダリュー、ミシュリーヌ・プレール
製作会社レ・フィルム・デュ・ローザンジュ